# Derek Riggs

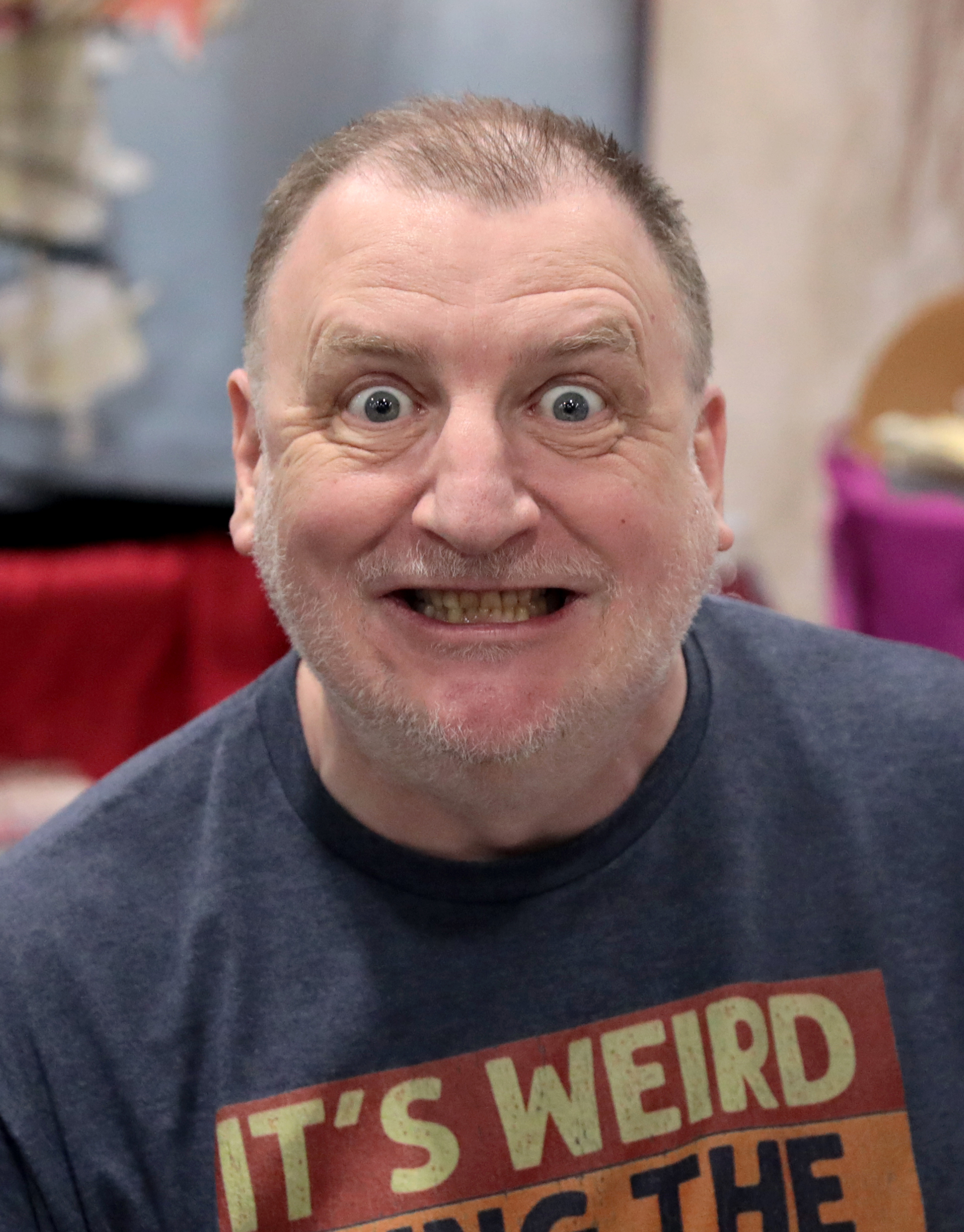
Derek Riggs

Derek Riggs, född 13 februari 1958 i Portsmouth, England, är en brittisk konstnär som har ritat Iron Maidens maskot "Eddie" ända från början tills albumet Fear of the Dark kom ut. Derek har även ritat mycket andra saker, mest fantasyteckningar. Maskoten "Eddie" är inspirerad av ett foto på en brännskadad soldat från Vietnamkriget. Derek "återvände" med Maidenomslagen på Brave New World (2000), där omslagsbilden är en vy över London med Themsen och Tower Bridge, men har dock datainlagda framtidshus på bilden. På himlen syns en stor storm med blixtar. Många moln liknar monster och så syns Eddies ansikte stort på himlen.